# 田明德
田明德（?—?），字成样，一字澄阳，号韵松。陕西城固人。清朝政治人物、進士出身。
光緒三十年（1904年），登進士，改翰林院庶吉士，未散館。後送日本法政大學速成科第五班。善於篆刻書法。